# Andy Sneap
Andy Sneap, född 18 juli 1969, är en brittisk musiker, skivproducent, inspelningstekniker och mixare. Han är mest känd för sina hyllade mixningar av heavy metal-album. Sneap är också gitarrist i det klassiska thrash metal-bandet Sabbat samt heavy metal-bandet Hell. Han grundade 1994 sin egen studio, Backstage Recording.

## Diskografi (urval)
Studioalbum med Sabbat
- 1988 – History of a Time to Come
- 1989 – Dreamweaver
- 1991 – Mourning Has Broken

Studioalbum med Hell
- 2011 – Human Remains
- 2013 – Curse and Chapter

Studioalbum med The Scintilla Project
- 2014 – The Hybrid

## Produktionsdiskografi
- Arch Enemy - Anthems of Rebellion, Dead Eyes See No Future
- Benediction - Grind Bastard
- Blaze - Silicon Messiah, Tenth Dimension, As Live As It Gets, Blood and Belief
- The Blueprint - "zero*zero*one", "Ecliptic"
- Cathedral - Caravan Beyond Redemption
- Consumed - Breakfast at Pappas, Hit for Six, Pistols at Dawn
- Earth Crisis - Breed the Killers
- English Dogs - All The Worlds A Rage, Bow To None, What A Wonderful Feeling
- Exit Ten - This World They'll Drown
- Exodus - Tempo of the Damned, The Atrocity Exhibition... Exhibit A
- Hecate Enthroned - Slaughter of Innocence
- Iron Monkey - Iron Monkey, Our Problem
- Judas Priest - Firepower
- Kill II This - Deviate, Trinity
- Kreator -  Violent Revolution, Enemy of God
- Masterplan - Masterplan, Aeronautics
- Megadeth - United Abominations
- Nevermore - Dead Heart in a Dead World, This Godless Endeavor
- Onslaught - Killing Peace
- Pissing Razors - Pissing Razors, Cast Down The Plague
- Rise to Addiction - Rise to Addiction, A New Shade of Black for the Soul
- Skinlab - Bound Gagged + Blindfolded, Disembody
- Stuck Mojo - Declaration of a Headhunter, HVY1, Rising

## Mixingdiskografi
- 36 Crazyfists - A Snow Capped Romance, Rest Inside the Flames
- Arch Enemy - Wages of Sin, Dead Eyes See No Future, Doomsday Machine, Live Apocalypse (DVD)
- Artillery - B.A.C.K.
- As I Lay Dying - Shadows Are Security
- Biomechanical - The Empires of the Worlds
- Caliban - The Opposite from Within, The Undying Darkness
- Chimaira - Resurrection
- Cradle of Filth - Thornography
- DevilDriver - The Fury of Our Maker's Hand (live tracks on Special Edition), The Last Kind Words
- Entombed - Monkey Puss (Live in London)
- Exodus - Another Lesson in Violence, Tempo of the Damned, Shovel Headed Kill Machine, The Atrocity Exhibition... Exhibit A
- Fozzy - Fozzy, Happenstance
- Into Eternity - The Scattering of Ashes
- Job for a Cowboy - Genesis
- Killswitch Engage - Alive or Just Breathing, The End of Heartache
- Kreator - Violent Revolution, Live Kreation, Enemy of God Revisited (DVD)
- Living Sacrifice - Conceived in Fire
- Machine Head - The More Things Change...
- Napalm Death - Breed to Breathe, Inside the Torn Apart
- Nevermore - Dead Heart in a Dead World, Enemies of Reality (Remix), This Godless Endeavor
- Opeth -  Deliverance, Lamentations (Live at Shepherd's Bush Empire 2003) (DVD)
- Roadrunner United
- Soulfly - The Song Remains Insane (DVD)
- Skinlab - reVolting Room
- Spiritual Beggars - On Fire
- Testament - The Gathering, First Strike Still Deadly, Live in London
- Trivium - Ascendancy